# Batrachotetrix granulata
Batrachotetrix granulata is een rechtvleugelig insect uit de familie Pamphagidae. De wetenschappelijke naam van deze soort is voor het eerst geldig gepubliceerd in 1786 door Herbst.